# 1954 en Belgique
Chronologie de la Belgique
- 1950
- 1951
- 1952
- 1953
- 1954
- 1955
- 1956
- 1957
- 1958

Cette page recense des événements qui se sont produits durant l'année 1954 en Belgique.

## Chronologie
- 11 avril : élections législatives[1]. Recul du PSC (-13 sièges)[2].
- 22 avril : installation du gouvernement Van Acker IV (socialiste-libéral)[2].
- 24 juin : le ministre de l'Instruction publique Léo Collard (PSB) dépose un projet de loi visant à abroger la loi du 17 décembre 1952 « relative au subventionnement de l'enseignement moyen libre »[3].

- 3 juillet : ouverture de Bellewaerde.
- 29 et 30 août : le ministre Collard démissionne 110 professeurs titulaires d'un diplôme d'une école normale libre ou de l'UCL[3].
- 24 septembre : création du « Comité national de défense des libertés démocratiques » (CNDLD) destiné à défendre les intérêts de l'enseignement libre[4].

## Culture

### Architecture

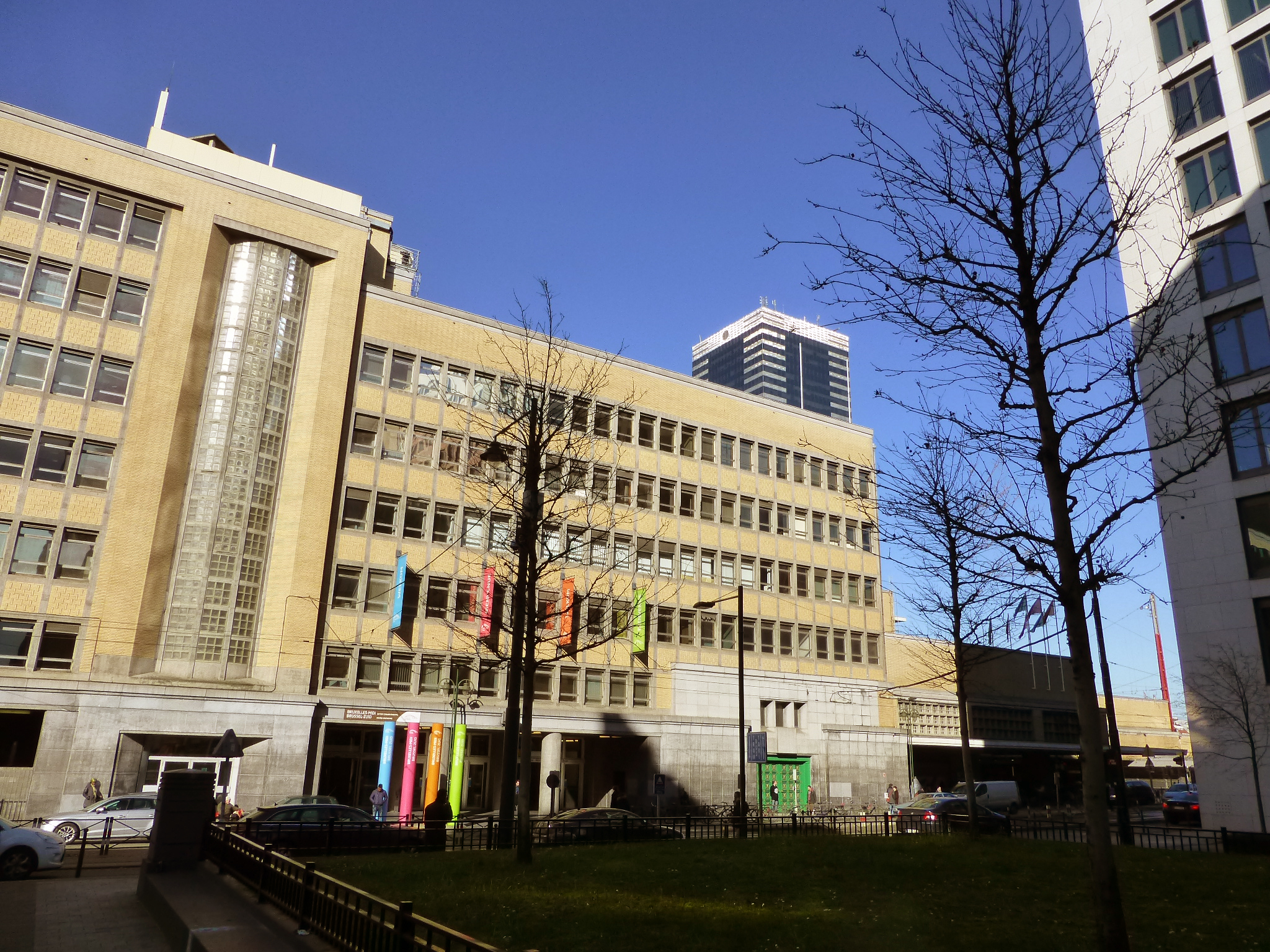
Gare de Bruxelles-Midi, vue depuis l'avenue Fonsny
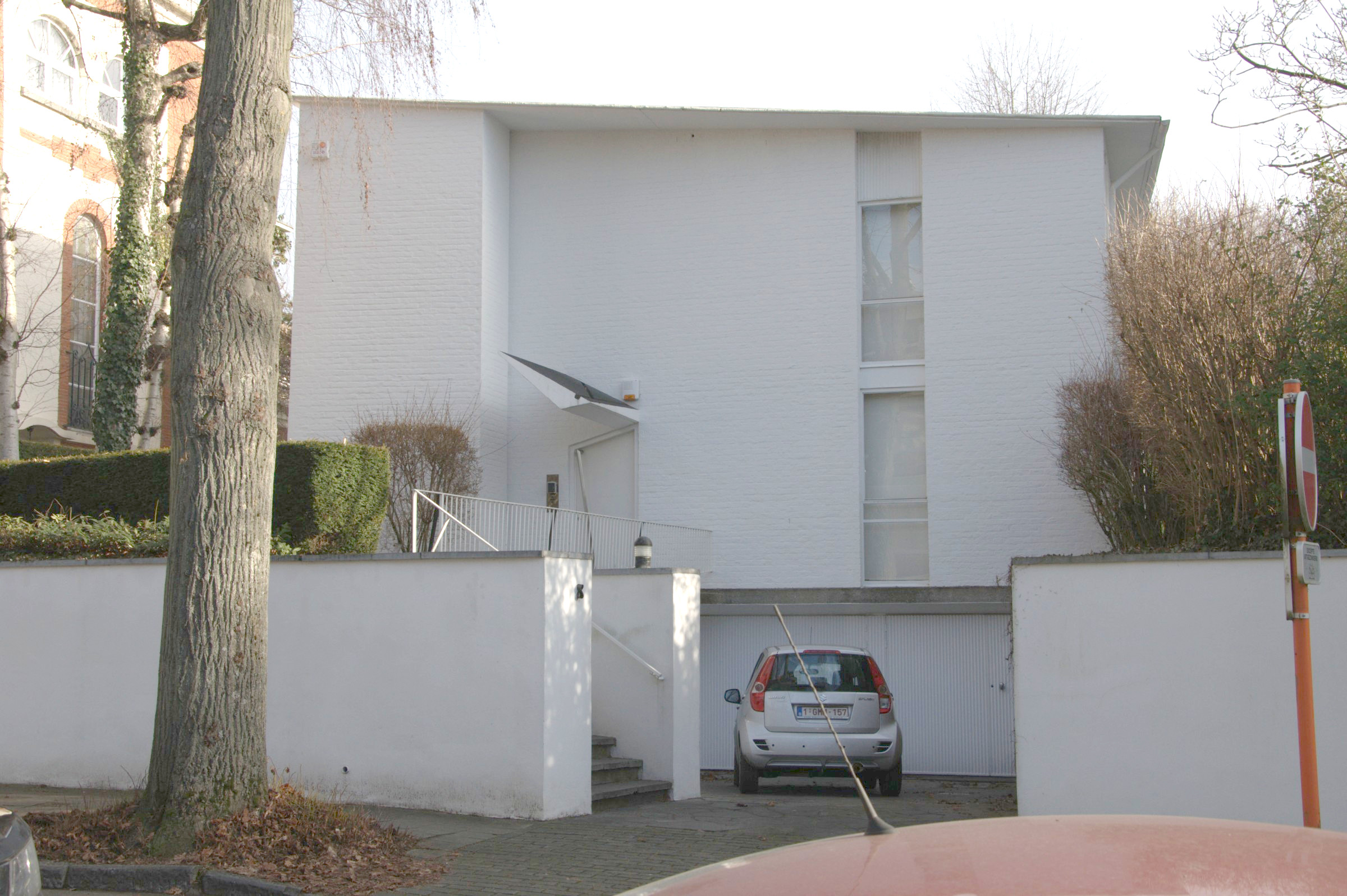
Maison Everaert (Uccle)
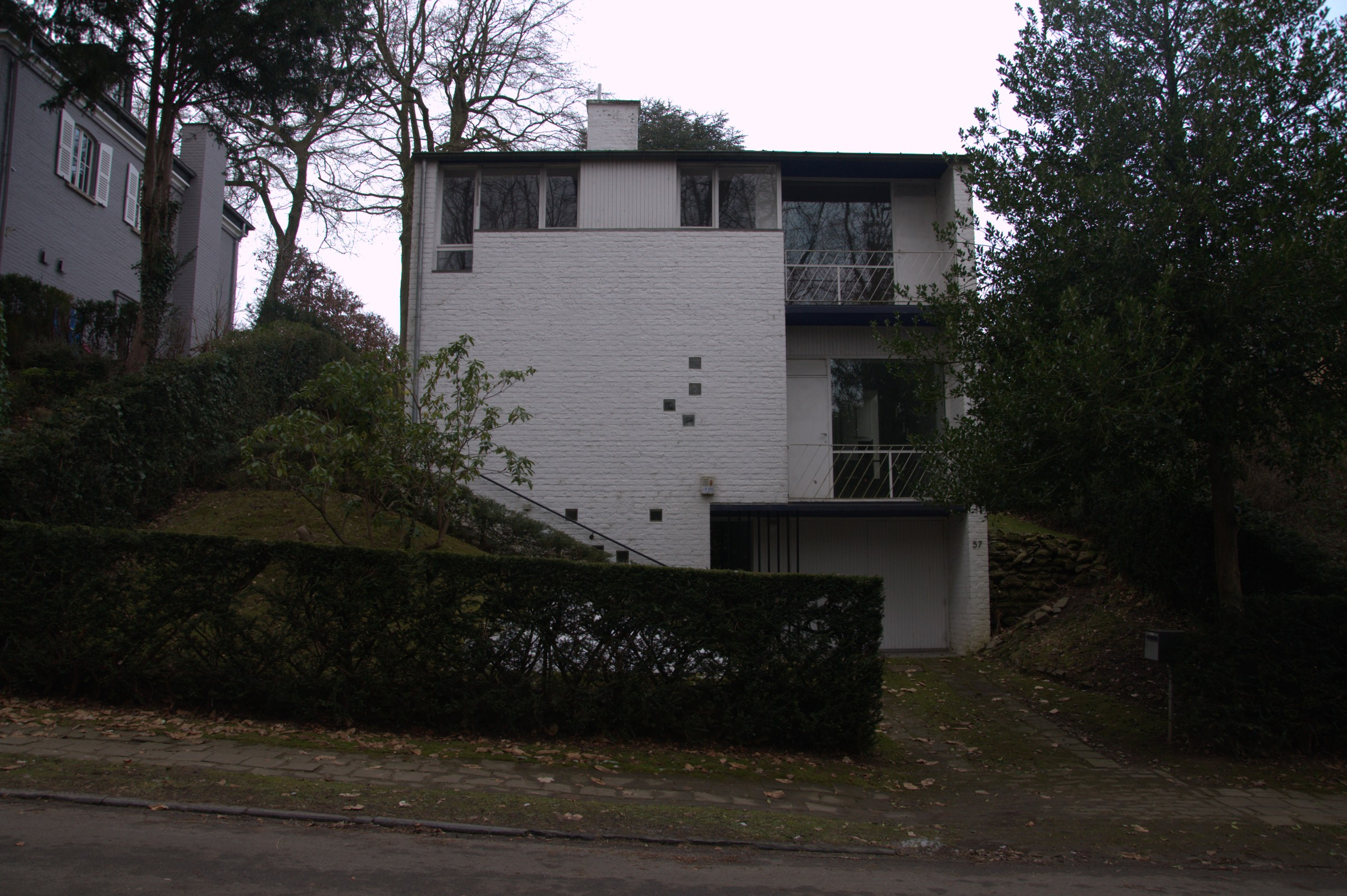
Maison Steenhout (Uccle)
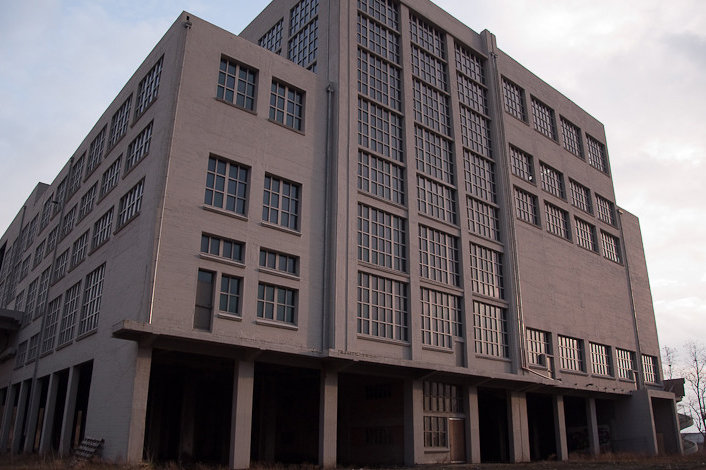
Triage-lavoir de Péronnes-lez-Binche, construit grâce au plan Marshall

### Bande dessinée
- Le Mystère de la Grande Pyramide.
- On a marché sur la Lune.
- Les Voleurs du marsupilami.

### Littérature
- Prix Victor-Rossel : Jacqueline de Boulle, Le Desperado.

## Sciences
- Prix Francqui : Raymond Jeener (physiologie animale, ULB)[5].
- Dixième congrès Solvay de physique à Bruxelles, consacré aux « électrons dans les métaux ».

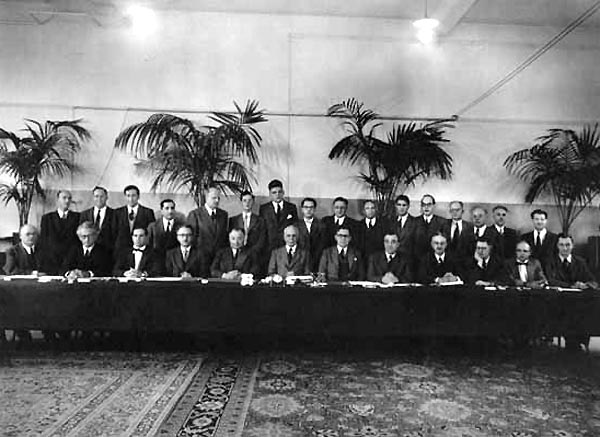
10e congrès Solvay de physique à Bruxelles.

## Naissances
- 8 mars : Daniel Ducarme, homme politique († 28 août 2010).
- 10 mars : Luc Dardenne, cinéaste.
- 12 avril : Steve Stevaert, homme politique († 2 avril 2015).
- 7 mai : Philippe Geluck, comédien, auteur de bande dessinée.
- 7 août : Claude Vancoillie, cycliste handisport, homme politique et directeur sportif († 15 octobre 2010).

## Décès
- 5 janvier : Frans Lamoen (nl), cabaretier, chanteur et comique anversois (° 24 octobre 1876).
- 9 janvier : Joseph Van Cauwenbergh, homme politique (° 6 novembre 1880).
- 22 janvier : Paul Van Roosbroeck (nl), homme politique (° 25 juin 1883).
- 25 janvier : Paul Sobry (nl), prêtre et professeur d'histoire littéraire et de littérature néerlandaise (° 16 juin 1895).
- 1er février : Julius Hoste jr., homme politique (° 7 juin 1884).
- 12 février : Théophile Gollier, homme politique (° 17 janvier 1878).
- 24 février : Gaston Wallaert (nl), peintre et écrivain de langue néerlandaise (° 17 décembre 1889).
- 2 mars : Robert de Kerchove d'Exaerde, homme politique (° 20 décembre 1876).
- 17 mars : Victor Rousseau, sculpteur (° 15 décembre 1865).
- 18 avril : Denis Verschueren, coureur cycliste (° 11 février 1897).
- 18 mai : Willem Eekelers, homme politique (° 2 septembre 1883).
- 18 juin : André Benoit, coureur cycliste (° 12 mai 1900).
- 13 juillet : Antoon Thiry (nl), écrivain de langue néerlandaise (° 8 septembre 1888).
- 25 août : Gustave Van Belle, coureur cycliste (° 16 mars 1912).
- 5 octobre : Flor Alpaerts, compositeur (° 12 septembre 1876).
- 27 octobre : Auguste Broos (nl), athlète (° 9 novembre 1894).